# 상주 (서진)
상주(湘州)는 서진대 신설된 중국의 옛 행정구역으로 현재 중국의 성 중 하나인 후난성의 전신이다.
307년(서진 회제 영가 원년), 형주의 장사군, 형양군, 상동군, 영릉군, 소릉군, 계양군, 광주의 시안군, 시흥군, 임하군의 9개군이 상주로 분리되었다. 육조시대 남조에서 상주는 형주에 주둔했던 지방군들에게 물자를 보급하는 통로로 활용되었는데, 이러한 배경으로 인해 327년(동진 성제 함화 2년), 상주가 형주, 강주, 광주로 분리 폐지된 이래, 북조와 전쟁을 할 때마다 형주에 통폐합되었고 평화기에는 장강 중류지방의 경제적 역량이 형주로 집중되는 것을 막기 위해 상주가 재신설되었다.

## 속군

### 서진
장사군(長沙郡) · 형양군(衡陽郡) · 상동군(湘東郡) · 영릉군(零陵郡) · 소릉군(邵陵郡) · 계양군(桂陽郡) · 시안군(始安郡) · 시흥군(始興郡) · 임하군(臨賀郡)

### 유송
412년(동진 안제 의희 8년) 형주 남쪽 10군을 근거로 복구되었지만 416년(의희 12년), 동진의 실권을 장악했던 유유가 북벌을 위해 후진을 공격하면서 형주의 군사적 역량을 강화시키기 위해 형주에 통폐합되었다. 422년(유송 무제 영초 3년), 상주가 복구되었지만 431년(유송 문제 원가 8년) 폐지되었다. 439년(유송 문제 원가 16년) 복구되었다가 452년(유송 문제 원가 29년) 폐지되었다. 454년(유송 효무제 효건 원년), 상주가 재분리되면서 상주는 형주와 완전히 분리되었다. 10군 62현 45,089호 357,572명을 거느렸으며 건강으로부터 장강의 수로로 3,300리 거리였다.
장사군(長沙郡) · 형양군(衡陽郡) · 계양군(桂陽郡) · 영릉군(零陵郡) · 영양군(營陽郡) · 상동군(湘東郡) · 소릉군(邵陵郡) ·  광흥군(廣興郡) · 임경군(臨慶郡) · 시건군(始建郡)